# Stratemakerstoren

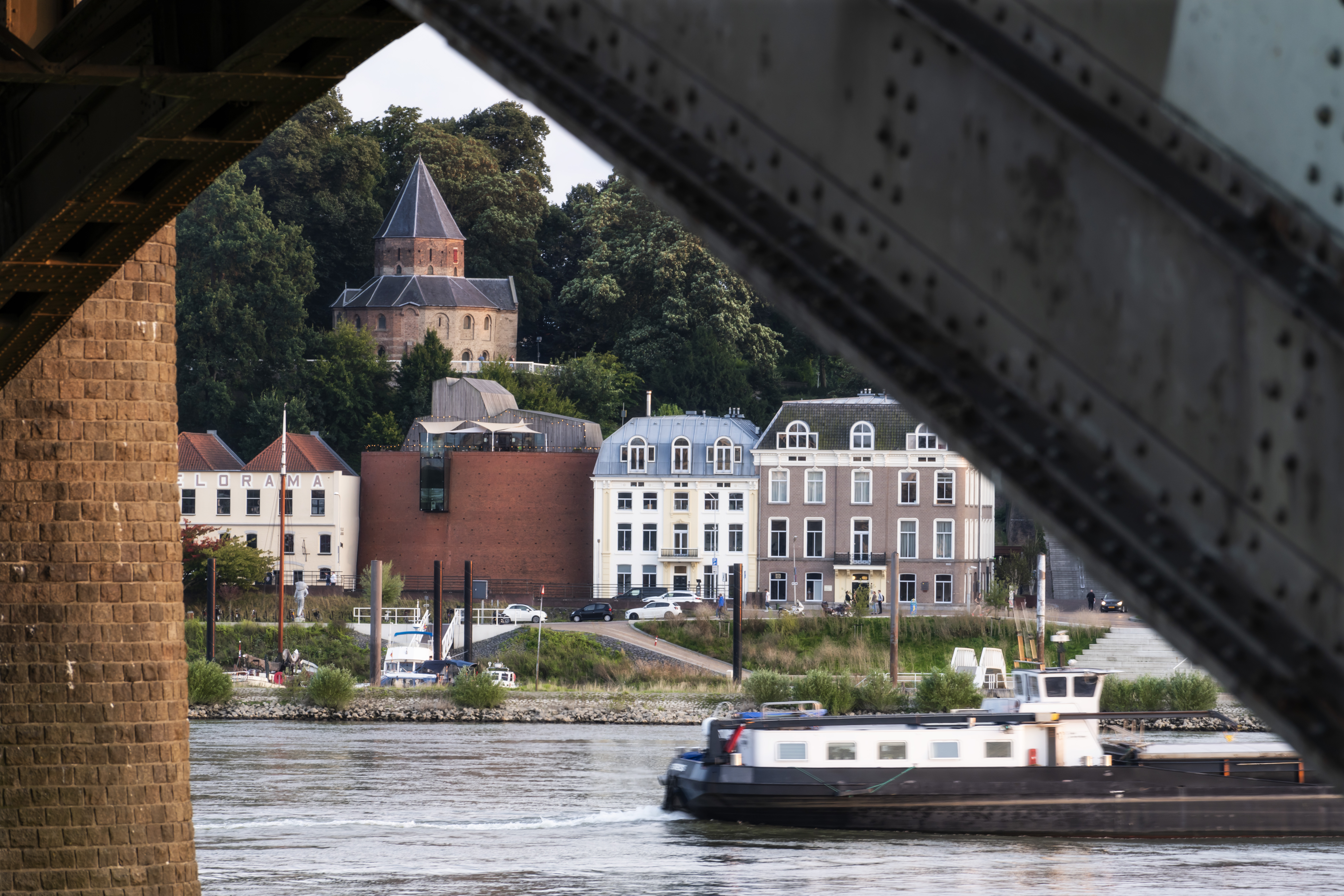
De Stratemakerstoren gezien vanaf Veur-Lent

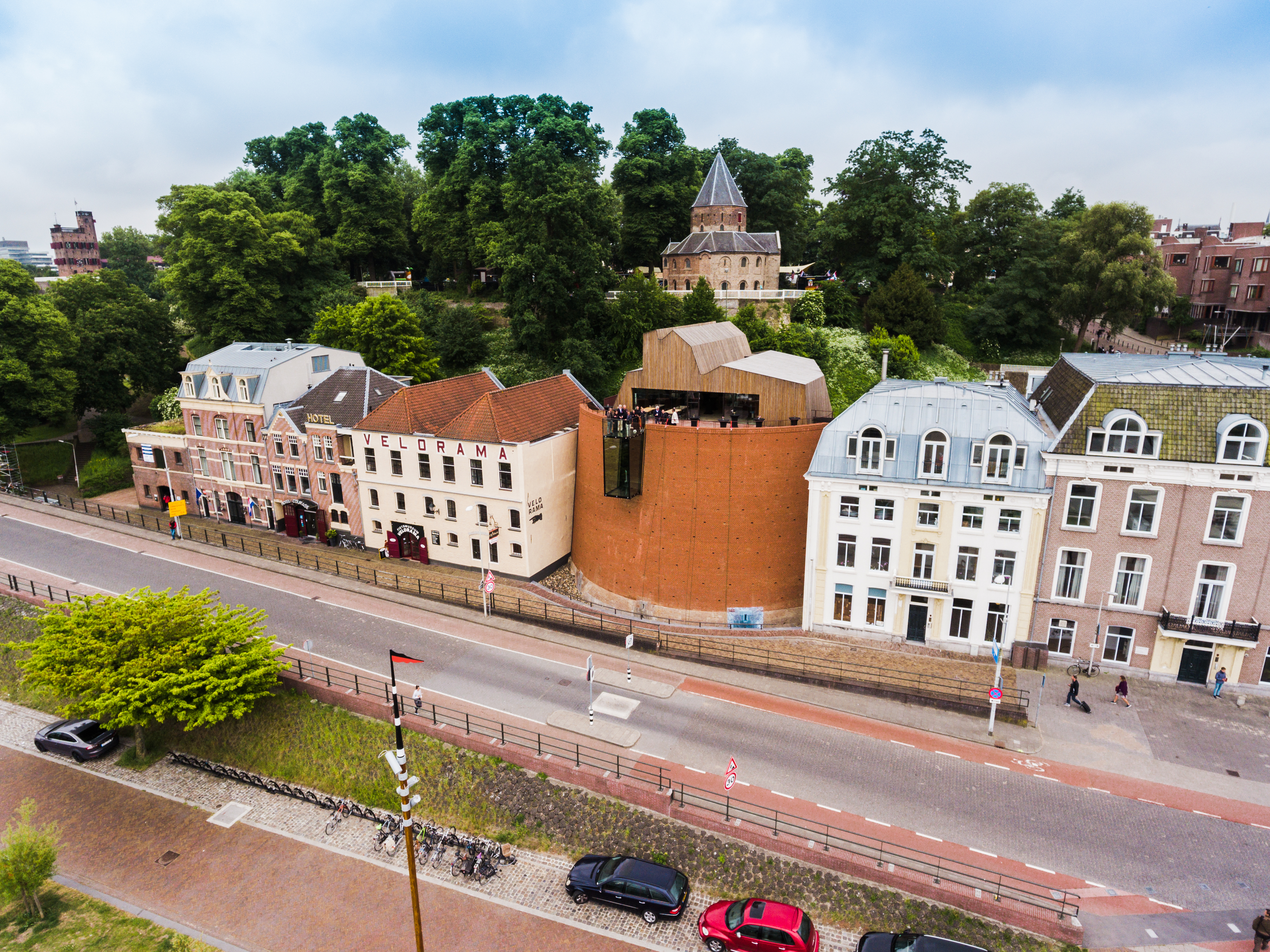
De toren aan de Waalkade

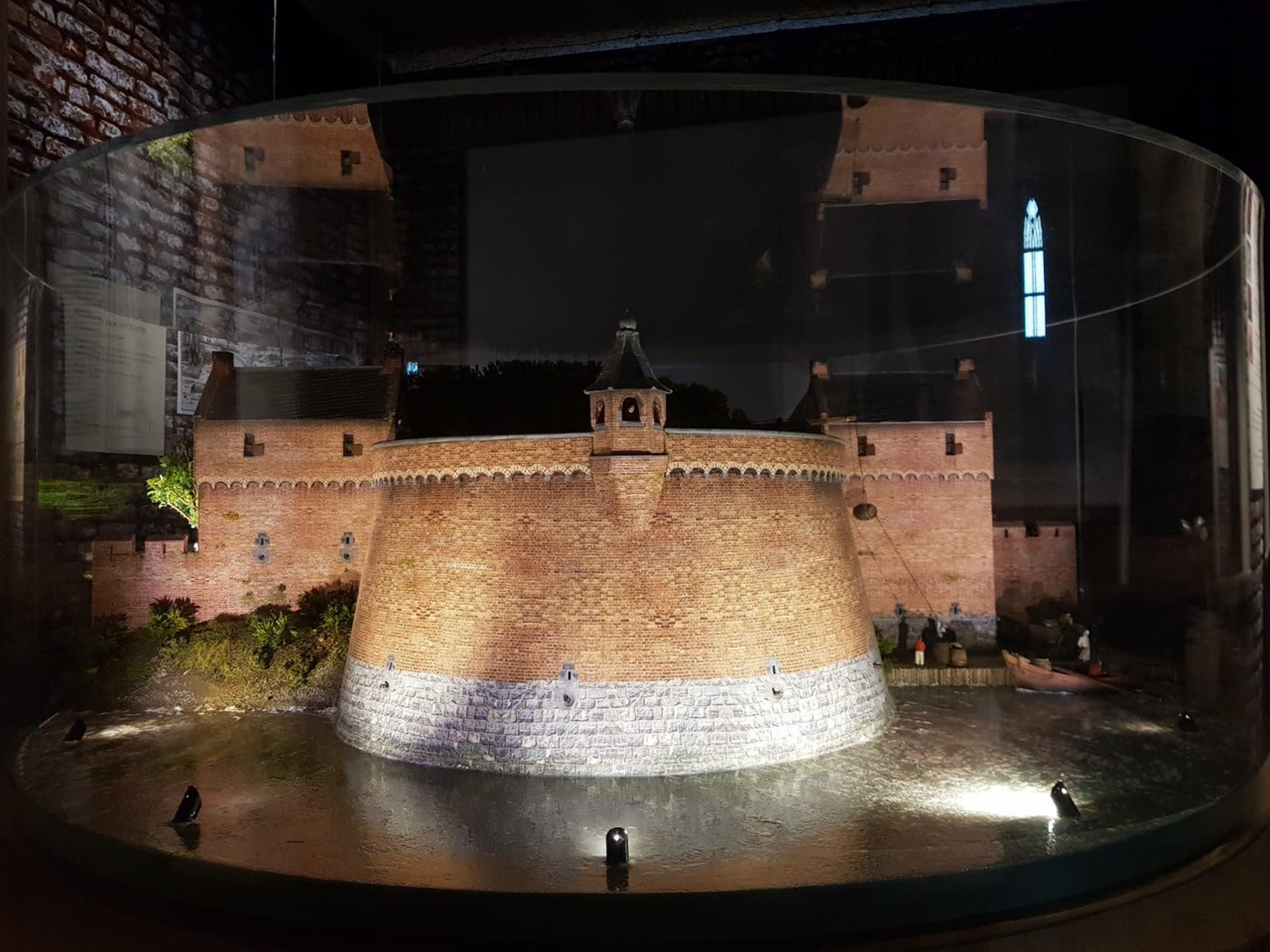
Maquette van oorspronkelijk uiterlijk toren

De Stratemakerstoren is een voormalig vestingwerk aan de Waalkade van de Nederlandse stad Nijmegen. Het bouwwerk is een in het register van rijksmonumenten opgenomen bastei. Deze toren is onderdeel van Museum De Bastei.

## Geschiedenis
De Stratemakerstoren ligt aan het oostelijke deel van de Waalkade nabij de Waalbrug en onder het Valkhof. Hij maakte deel uit van de vestingwerken van Nijmegen. De bastei wordt in 1526 voor het eerst genoemd in de stadsarchieven en in 1569 voor het eerst onder de huidige naam. Aan het eind van de 18e eeuw was de toren in onbruik geraakt. In 1789 kreeg stadstimmerman J. ten Boven toestemming om huizen te bouwen bovenop het vestingwerk.
Rond 1875 werden, na de invoering van de Vestingwet, de vestingwerken van Nijmegen afgebroken. Vanwege de erbovenop gebouwde huizen bleef de Stratemakerstoren gespaard. Toen deze huizen in 1987 gesloopt werden kwam de toren grotendeels intact tevoorschijn. Hij werd gerestaureerd, en is sinds 1995 te bezichtigen. In 2017 werd een nieuwe bakstenen 'schil' aangebracht om de oorspronkelijk uit mergel gebouwde toren.